# Virbia porioni
Virbia porioni är en fjärilsart som beskrevs av De Toulgoët 1983. Virbia porioni ingår i släktet Virbia och familjen björnspinnare. Inga underarter finns listade i Catalogue of Life.